# Назарьево (платформа)
Наза́рьево — остановочный пункт Горьковского направления Московской железной дороги в городском округе Павловский Посад Московской области.
Название дано по деревне Назарьево, расположенной к югу от платформы.
Дачные посёлки также к северу от платформы.
Состоит из двух платформ, соединённых только настилом через пути. Не оборудована турникетами. Билетная касса не работает.
Время движения от Курского вокзала — около 1 часа 25 минут.